# Burni Propi
Burni Propi är ett berg i Indonesien.   Det ligger i provinsen Aceh, i den västra delen av landet, 1 600 km nordväst om huvudstaden Jakarta. Toppen på Burni Propi är 1 088 meter över havet.
Terrängen runt Burni Propi är kuperad. Runt Burni Propi är det mycket glesbefolkat, med 7 invånare per kvadratkilometer. I omgivningarna runt Burni Propi växer i huvudsak städsegrön lövskog.